# تراکیتس
تراکیتس (به بلغاری: Trakiets) یک منطقهٔ مسکونی در بلغارستان است که در شهرستان هاسکوفو واقع شده‌است.